# Liste der Kulturdenkmale in Stadum
In der Liste der Kulturdenkmale in Stadum sind alle Kulturdenkmale der schleswig-holsteinischen Gemeinde Stadum (Kreis Nordfriesland) und ihrer Ortsteile aufgelistet (Stand: 10. März 2025).

## Legende
In den Spalten befinden sich folgende Informationen:
- Objekt-ID: die Nummer des Kulturdenkmales
- Lage: die Adresse des Kulturdenkmales und die geographischen Koordinaten. Kartenansicht, um Koordinaten zu setzen. In der Kartenansicht sind Kulturdenkmale ohne Koordinaten mit einem roten Marker dargestellt und können in der Karte gesetzt werden. Kulturdenkmale ohne Bild sind mit einem blauen Marker gekennzeichnet, Kulturdenkmale mit Bild mit einem grünen Marker.
- Offizielle Bezeichnung: Bezeichnung des Kulturdenkmales
- Beschreibung: die Beschreibung des Kulturdenkmales
- Bild: ein Bild des Kulturdenkmales

## Sachgesamtheiten
| Objekt-ID | Lage                                           | Offizielle Bezeichnung | Beschreibung | Bild |
| --------- | ---------------------------------------------- | ---------------------- | --- | ---- |
| 51617     | Dorflücken 16, 18 (54° 44′ 21″ N, 9° 3′ 10″ O) | Schule Stadum          | Schule Stadum; 1928/29; eingeschossiger Backsteinbau über langgestrecktem Grundriss unter pfannengedecktem Satteldach, Turnhalle traufständig zur Straße, Giebel und Gauben sowie Zierfriese in Formen des Backsteinexpressionismus; Nebengebäude zu Wohnzwecken in gleicher Gestaltung - Begründung: geschichtlich, städtebaulich - Schutzumfang: Schule (Dorflücken 18), Nebengebäude (Dorflücken 16) | BW   |

## Mehrheit von baulichen Anlagen
| Objekt-ID | Lage                                              | Offizielle Bezeichnung               | Beschreibung | Bild |
| --------- | ------------------------------------------------- | ------------------------------------ | --- | ---- |
| 52593     | Holzacker 14, 15, 17 (54° 43′ 39″ N, 9° 4′ 0″ O)  | Höfe Holzacker                       | Bauernhäuser Holzacker; um 1900; Ensemble aus drei gegenüberliegenden, backsteinernen Bauernhäusern, eingeschossige, traufständige Langhäuser mit durch Zwerchhäuser oder Risalite ausgezeichneten Mittelachsen und Zierfriesen - Begründung: geschichtlich, künstlerisch, städtebaulich, Kulturlandschaft prägend - Schutzumfang: Wohn- und Wirtschaftsgebäude mit Garten (Holzacker 14), Bauernhaus (Holzacker 15), Wohn- und Wirtschaftsgebäude (Holzacker 17) | BW   |
| 51351     | Schloßbergstraße 4, 6 (54° 44′ 7″ N, 9° 2′ 59″ O) | Uthländische Häuser Schloßbergstraße | Uthländische Häuser Schloßbergstraße; wohl Ende 18. Jh.; Baugruppe aus zwei langgestreckten, eingeschossigen Wohn- und Wirtschaftsgebäuden aus Backsteinbau unter Reetdächern, über den Eingängen Schweif- und Backengiebel - Begründung: geschichtlich, städtebaulich, Kulturlandschaft prägend - Schutzumfang: Uthländisches Häuser Schloßbergstraße 4, 6 | BW   |

## Bauliche Anlagen
| Objekt-ID     | Lage                                           | Offizielle Bezeichnung       | Beschreibung | Bild            |
| ------------- | ---------------------------------------------- | ---------------------------- | --- | --------------- |
| 5754          | Dorflücken 18 (54° 44′ 22″ N, 9° 3′ 9″ O)      | Schule                       | Schule; 1928/29; eingeschossiger Backsteinbau über langgestrecktem Grundriss unter pfannengedecktem Satteldach, Turnhalle traufständig zur Straße, Giebel und Gauben sowie Zierfriese in Formen des Backsteinexpressionismus - Begründung: geschichtlich, städtebaulich - Schutzumfang: gesamtes Objekt - Denkmaltyp: Bauliche Anlage, Sachgesamtheit: Schule Stadum | BW              |
| 1331 Wikidata | Fresenhagen 2 (54° 45′ 38″ N, 9° 1′ 44″ O)     | Gut Fresenhagen: Herrenhaus  | Alteintragung (Aktualisierung vorgesehen) - Begründung: Alteintragung (Aktualisierung vorgesehen) - Schutzumfang: Alteintragung (Aktualisierung vorgesehen) - Denkmaltyp: Bauliche Anlage | Fotos hochladen |
| 5758          | Holzacker 14 (54° 43′ 41″ N, 9° 3′ 59″ O)      | Wohn- und Wirtschaftsgebäude | Wohn- und Wirtschaftsgebäude; 2. H. 19. Jh.; eingeschossiger, winkelförmiger Backsteinbau unter teils reetgedecktem Schopfwalmdach, Wohnteil mit Zwerchhaus an der Südseite, Stallteil mit Lootor; Garten - Begründung: geschichtlich, städtebaulich, Kulturlandschaft prägend - Schutzumfang: Wohn- und Wirtschaftsgebäude, Garten - Denkmaltyp: Bauliche Anlage, Mehrheit von baulichen Anlagen: Höfe Holzacker                                                        | BW              |
| 29758         | Holzacker 15 (54° 43′ 37″ N, 9° 4′ 0″ O)       | Bauernhaus                   | Bauernhaus; 1896; eingeschossiger, traufständiger Backsteinbau unter Schopfwalmdach mit übergiebeltem Mittelrisalit und Backsteinzierfriesen, im Inneren bauzeitliche Fliesen und Schablonenmalereien an Wänden und Decken - Begründung: geschichtlich, künstlerisch, städtebaulich - Schutzumfang: gesamtes Objekt - Denkmaltyp: Bauliche Anlage, Mehrheit von baulichen Anlagen: Höfe Holzacker                                                                        | BW              |
| 46091         | Holzacker 18 (54° 43′ 51″ N, 9° 4′ 20″ O)      | Bauernhaus                   | Bauernhaus; Anf. 20. Jh.; eingeschossiger, traufständiger, verputzter Backsteinbau unter Schopfwalmdach mit übergiebeltem Mittelrisalit und Konsolfriesen, an der östlichen Giebelseite pilastergerahmte Eingangsloggia, bauzeitliche Haustür, bauzeitliche Einfriedungsmauer und Lindenreihe vor dem Haus - Begründung: geschichtlich, städtebaulich, Kulturlandschaft prägend - Schutzumfang: Bauernhaus, Einfriedungsmauer, Lindenreihe - Denkmaltyp: Bauliche Anlage | BW              |
| 5755          | Schloßbergstraße 6 (54° 44′ 7″ N, 9° 2′ 58″ O) | Uthländisches Haus           | Uthländisches Haus; wohl Ende 18. Jh.; langgestreckter, eingeschossiger Backsteinbau unter reetgedecktem Schopfwalmdach, geweißtes Mauerwerk mit Ankern, über dem Hauseingang Schweifgiebel mit Ladeluke - Begründung: geschichtlich, städtebaulich, Kulturlandschaft prägend - Schutzumfang: gesamtes Objekt - Denkmaltyp: Bauliche Anlage, Mehrheit von baulichen Anlagen: Uthländische Häuser Schloßbergstraße                                                        | BW              |

## Quelle
- Liste der Kulturdenkmale in Schleswig-Holstein – Kreis Nordfriesland (PDF)

- Karte mit allen Koordinaten:
- OSM |
- WikiMap